# Medjez el-Bab (délégation)

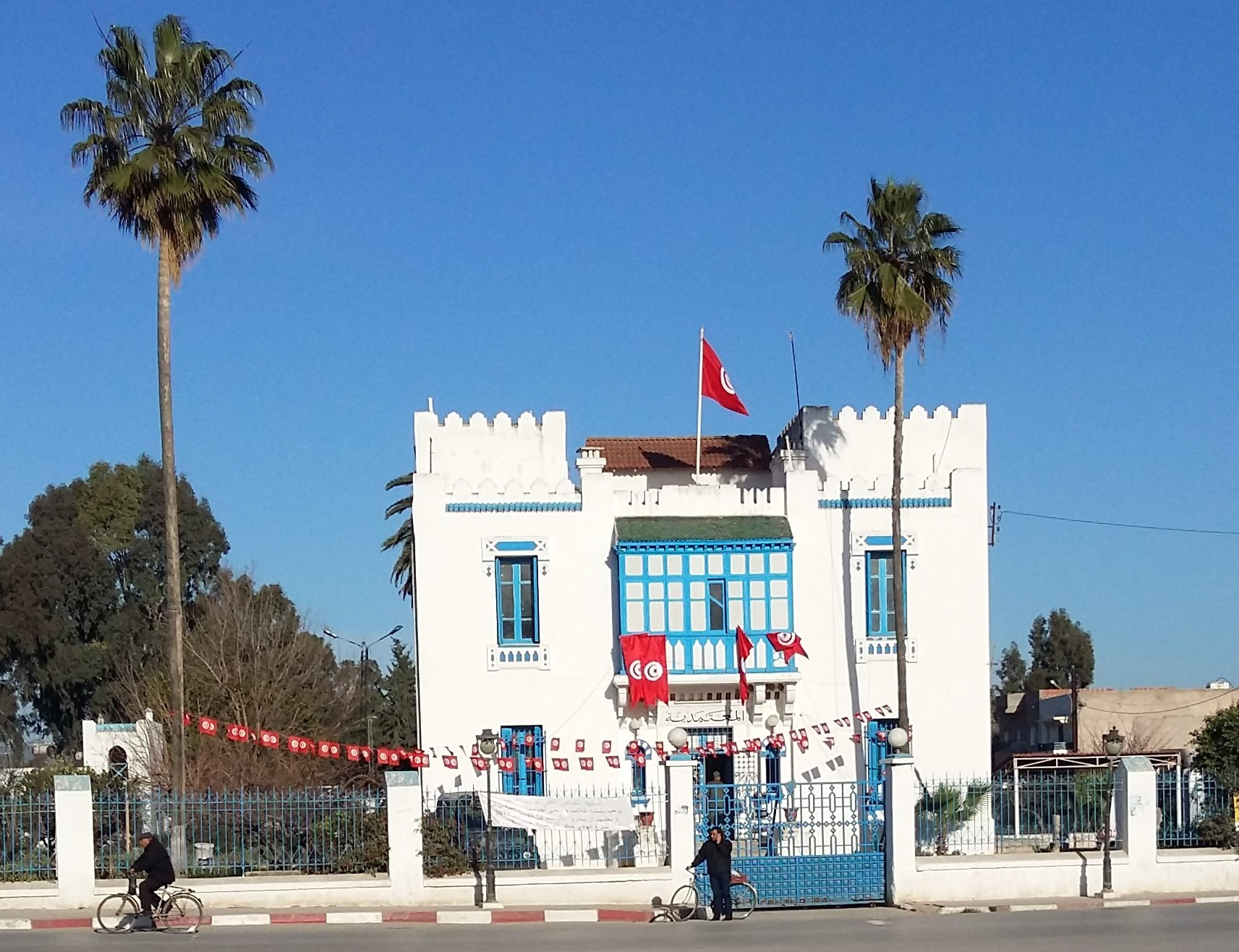
Siège de la délégation.

Medjez el-Bab est une délégation tunisienne dépendant du gouvernorat de Béja.
En 2014, elle compte 41 749 habitants dont 21 011 hommes et 20 738 femmes répartis dans 10 415 ménages et 11 523 logements.